# Zakon i red: Odjel za žrtve
Zakon i red: Odjel za žrtve (eng. Law & Order: Special Victims Unit) je američka kriminalistička TV serija koja govori o njujorškom Odjelu za žrtve.
Ona je prva od tri ogranka poznate, nagrađivane, kriminalističke serije Zakon i red, čija je radnja također smještena u New Yorku. Trenutačno se emitira na NBC-u, a u Hrvatskoj je možete pratiti na drugom programu Hrvatske radiotelevizije. Odjel za žrtve premijeru je imao 20. rujna 1999. (u SAD-u), a glavne uloge igrali su Christopher Meloni kao detektiv Elliot Stabler i Mariska Hargitay kao detektivka Olivia Benson.
Odjel za žrtve je najbolja i najnagrađivanija serija iz franšize Zakon i red. Ostali dijelovi su Zakon i red, Zakon i red: Suđenje pred porotom, Zakon i red: Kriminalna namjera i još dvije, koje su ukinute nakon prve sezone.
Serija je 26. travnja 2013. obnovljena za 15. sezonu

## Pregled serije
Ova fraza koristi se na početku svake epizode:

### Istraživanje seksualnih zločina
Za razliku od originalnog Zakona i reda, Odjel za žrtve prati posebni ogranak njujorške policije, Odjela za žrtve (ili Divizije seksualnih zločina, kao što je objašnjeno u prvoj epizodi). Kao što i ime govori, oni istražuju seksualne napade, one novije, pa i one starije, te zločine koji su usko povezani s tim dvama. Ovaj Odjel je zasnovan na manhattanskom Odjelu za žrtve.

### Počeci
Serija se u početku trebala zvati Seksualni zločini, nepovezano sa Zakonom i redom. NBC je smatrao da je ime previše oštro, i nakon razgovora između televizijskih službenika i Dicka Wolfa ("oca" Zakona i reda), dogovoreno je da ipak bude dio Zakona i reda, pod nazivom Zakon i red: Odjel za žrtve.

### Razlike u odnosu na izvornik
Odjel za žrtve se, kao i Zločinačke nakane, uvelike razlikuje od originalne serije, ponajviše po podjeli fabule (u Zakonu i redu detektivi u prvoj polovici serije uhvate sumnjivce, a u drugoj polovici skupljaju dokaze i svjedočenja za optužnicu), koja se kroz cijelu seriju fokusira na detektive iz Odjela.
U većini epizoda, iako ne u svim, gledatelji mogu vidjeti kako slučaj završava na sudu. U prvoj sezoni, program se temeljio na rotiranju pomoćnika tužioca, uključujući PT Abbie Carmichael (glumi je Angie Harmon), lik iz originalnog Zakona i reda, ali glavni fokus uvijek ostaje na detektivima Odjela. Često, u prvoj sezoni, detektivi Odjela su se pojavljivali samo kako bi dali iskaz protiv branitelja iz prijašnjeg, neprikazanog slučaja.

### O likovima
Serija više govori o likovima, nego uobičajena kriminalistička serija, a manje o glavnom slučaju. Na primjer, detektivi Stabler i Benson su se dobrovoljno prijavili za rad u Odjelu za žrtve, i to iz različitih razloga: Stabler je imao moralnu odgovornost da zaštiti sve ljude od kriminalaca s kojima su oni imali posla, pogotovo zato što ima četvero vlastite djece, i kasnije je imao nekontrolirane ispade ljutnje i očinskih problema, što je odvelo njegovu ženu i djecu od njega. Olivia Benson je plod trudnoće, koja je nastala nakon što je njezina majka silovana od strane još nepoznatog silovatelja.

### Kontroverzno pitanje teme
Odjela za žrtve ima kontroverzije slučajeve, nego bilo koji drugi dio Zakona i reda. Uglavnom imaju probleme sa silovanjem i maltretiranjem djece, no neke epizode su i po stvarnim događajima, a neke se bave i današnjim, modernim problemima kao što su homoseksualnost, samoubojstvo uz psihijatrovu pomoć, pobačaj i kontrola oružja.

## Sezone
- 1. sezona (20. rujna 1999. – 21. svibnja 2000.)
- 2. sezona (20. listopada 2000. – 11. svibnja 2001.)
- 3. sezona (28. rujna 2001. – 17. svibnja 2002.)
- 4. sezona (27. rujna 2002. – 16. svibnja 2003.)
- 5. sezona (23. rujna 2003. – 18. svibnja 2004.)
- 6. sezona (21. rujna 2004. – 23. svibnja 2005.)
- 7. sezona (20. rujna 2005. – 16. svibnja 2006.)
- 8. sezona (19. rujna 2006. – 22. svibnja 2007.)
- 9. sezona (25. rujna 2007. – 13. svibnja 2008.)

## Nagrade
| Godina | Kategorija              | Nagrada                                    | Ishod      | Primatelj(i)                                 |
| ------ | ----------------------- | ------------------------------------------ | ---------- | -------------------------------------------- |
| 2001.  | Edgar nagrada           | Najbolja epizoda u seriji                  | Osvojena   | Michael R. Perry za "Limitacije"             |
| 2002.  | NAACP Image nagrada     | Najbolji sporedni glumac u dramskoj seriji | Osvojena   | Ice-T                                        |
| 2003.  | Edgar nagrada           | Najbolja epizoda u seriji                  | Osvojena   | Dawn DeNoon i Lisa Marie Petersen za "Waste" |
| 2004.  | Emmy nagrada            | Najbolja glavna glumica u dramskoj seriji  | Nominacija | Mariska Hargitay                             |
| 2004.  | NAACP Image nagrada     | Najbolji sporedni glumac u dramskoj seriji | Nominacija | Ice-T                                        |
| 2004.  | Ceh filmskih glumaca    | Najbolja glavna glumica u dramskoj seriji  | Nominacija | Mariska Hargitay                             |
| 2005.  | Emmy nagrada            | Najbolja glavna glumica u dramskoj seriji  | Nominacija | Mariska Hargitay                             |
| 2005.  | Zlatni globus           | Najbolja glavna glumica u dramskoj seriji  | Osvojena   | Mariska Hargitay                             |
| 2006.  | Emmy nagrada            | Najbolja glavna glumica u dramskoj seriji  | Osvojena   | Mariska Hargitay                             |
| 2006.  | Emmy nagrada            | Najbolji glavni glumac u dramskoj seriji   | Nominacija | Christopher Meloni                           |
| 2006.  | NAACP Image nagrada     | Najbolji sporedni glumac u dramskoj seriji | Nominacija | Ice-T                                        |
| 2006.  | Ceh filmskih glumaca    | Najbolja glavna glumica u dramskoj seriji  | Nominacija | Mariska Hargitay                             |
| 2007.  | Ceh filmskih glumaca    | Najbolja glavna glumica u dramskoj seriji  | Nominacija | Mariska Hargitay                             |
| 2007.  | Nagrada People's Choice | Najdraži otimač scena u seriji             | Nominacija | Richard Belzer                               |
| 2007.  | Emmy nagrada            | Najbolja glavna glumica u dramskoj seriji  | Nominacija | Mariska Hargitay                             |
| 2007.  | Emmy nagrada            | Najbolja gošća u dramskoj seriji           | Nominacija | Marcia Gay Harden                            |
| 2007.  | Emmy nagrada            | Najbolja gošća u dramskoj seriji           | Osvojena   | Leslie Caron                                 |
| 2008.  | Emmy nagrada            | Najbolja glavna glumica u dramskoj seriji  | Nominacija | Mariska Hargitay                             |

Mariska Hargitay je jedina glumica iz cijele franšize Zakon i red koja je dobila Emmy (i Zlatni globus) za svoj nastup u franšizi.

## Glumačka postava
| Sezona | Viši detektiv                       | Niži detektiv                    | Narednik                    | Viši detektiv               | Niži detektiv                    | Niži detektiv                 | Kapetan                     | Psihijatar                     | Medicinski vještak                      | Pomoćnik tužitelja                 |
| ------ | ----------------------------------- | -------------------------------- | --------------------------- | --------------------------- | -------------------------------- | ----------------------------- | --------------------------- | ------------------------------ | --------------------------------------- | ---------------------------------- |
| 1.     | Elliot Stabler (Christopher Meloni) | Olivia Benson (Mariska Hargitay) | Nitko                       | John Munch (Richard Belzer) | Monique Jeffries (Michelle Hurd) | Brian Cassidy (Dean Winters)* | Donald Cragen (Dann Florek) | Dr. Emil Skoda (J.K. Simmons)* | Dr. Elizabeth Rodgers (Leslie Hendrix)* | Razni*                             |
| 2.     | Elliot Stabler (Christopher Meloni) | Olivia Benson (Mariska Hargitay) | Nitko                       | John Munch (Richard Belzer) | Odafin Tutuola (Ice-T)           | Nitko                         | Donald Cragen (Dann Florek) | Dr. Emil Skoda (J.K. Simmons)* | Dr. Melinda Warner (Tamara Tunie)       | Alexandra Cabot (Stephanie March)  |
| 3.     | Elliot Stabler (Christopher Meloni) | Olivia Benson (Mariska Hargitay) | Nitko                       | John Munch (Richard Belzer) | Odafin Tutuola (Ice-T)           | Nitko                         | Donald Cragen (Dann Florek) | Dr. George Huang (B.D. Wong)   | Dr. Melinda Warner (Tamara Tunie)       | Alexandra Cabot (Stephanie March)  |
| 4.     | Elliot Stabler (Christopher Meloni) | Olivia Benson (Mariska Hargitay) | Nitko                       | John Munch (Richard Belzer) | Odafin Tutuola (Ice-T)           | Nitko                         | Donald Cragen (Dann Florek) | Dr. George Huang (B.D. Wong)   | Dr. Melinda Warner (Tamara Tunie)       | Alexandra Cabot (Stephanie March)  |
| 5.     | Elliot Stabler (Christopher Meloni) | Olivia Benson (Mariska Hargitay) | Nitko                       | John Munch (Richard Belzer) | Odafin Tutuola (Ice-T)           | Nitko                         | Donald Cragen (Dann Florek) | Dr. George Huang (B.D. Wong)   | Dr. Melinda Warner (Tamara Tunie)       | Casey Novak (Diane Neal)           |
| 6.     | Elliot Stabler (Christopher Meloni) | Olivia Benson (Mariska Hargitay) | Nitko                       | John Munch (Richard Belzer) | Odafin Tutuola (Ice-T)           | Nitko                         | Donald Cragen (Dann Florek) | Dr. George Huang (B.D. Wong)   | Dr. Melinda Warner (Tamara Tunie)       | Casey Novak (Diane Neal)           |
| 7.     | Elliot Stabler (Christopher Meloni) | Olivia Benson (Mariska Hargitay) | Nitko                       | John Munch (Richard Belzer) | Odafin Tutuola (Ice-T)           | Nitko                         | Donald Cragen (Dann Florek) | Dr. George Huang (B.D. Wong)   | Dr. Melinda Warner (Tamara Tunie)       | Casey Novak (Diane Neal)           |
| 8.     | Elliot Stabler (Christopher Meloni) | Olivia Benson (Mariska Hargitay) | Nitko                       | John Munch (Richard Belzer) | Odafin Tutuola (Ice-T)           | Dani Beck (Connie Nielsen)*   | Donald Cragen (Dann Florek) | Dr. George Huang (B.D. Wong)   | Dr. Melinda Warner (Tamara Tunie)       | Casey Novak (Diane Neal)           |
| 9.     | Elliot Stabler (Christopher Meloni) | Olivia Benson (Mariska Hargitay) | John Munch (Richard Belzer) | Odafin Tutuola (Ice-T)      | Chester Lake (Adam Beach)        | Nitko                         | Donald Cragen (Dann Florek) | Dr. George Huang (B.D. Wong)   | Dr. Melinda Warner (Tamara Tunie)       | Casey Novak (Diane Neal)           |
| 10.    | Elliot Stabler (Christopher Meloni) | Olivia Benson (Mariska Hargitay) | John Munch (Richard Belzer) | Odafin Tutuola (Ice-T)      | Nitko                            | Nitko                         | Donald Cragen (Dann Florek) | Dr. George Huang (B.D. Wong)   | Dr. Melinda Warner (Tamara Tunie)       | Kim Greylek (Michaela McManus)     |
| 10.    | Elliot Stabler (Christopher Meloni) | Olivia Benson (Mariska Hargitay) | John Munch (Richard Belzer) | Odafin Tutuola (Ice-T)      | Nitko                            | Nitko                         | Donald Cragen (Dann Florek) | Dr. George Huang (B.D. Wong)   | Dr. Melinda Warner (Tamara Tunie)       | Alexandra Cabot (Stephanie March)* |
| 11.    | Elliot Stabler (Christopher Meloni) | Olivia Benson (Mariska Hargitay) | John Munch (Richard Belzer) | Odafin Tutuola (Ice-T)      | Nitko                            | Nitko                         | Donald Cragen (Dann Florek) | Dr. George Huang (B.D. Wong)   | Dr. Melinda Warner (Tamara Tunie)       |                                    |

* Lik se često pojavljivao u seriji, no nije naznačen u uvodnoj špici

### Sporedni
- Judith Light - sutkinja Elizabeth Donnelly (2002. - danas)
- Mary Stuart Masterson - dr. Rebecca Hendrix

## Pomoćni likovi
Postava sadrži i dva lika iz drugih NBC-jevih serija: Kapetan Don Cragen (igra ga Dann Florek), koji je bio u prve tri sezone Zakona i reda i detektiv John Munch (igra ga Richard Belzer), prije Baltimoreški detektiv iz Homocida: Života na ulici. Ovaj lik je imao uloge i u serijama Zakon i red, Zakon i red: Suđenje pred porotom, Arrested Development, The Beat i Dosjei X.
Pomoćna postava u prvoj sezoni uključivala je i Deana Wintersa kao Munchovog partnera, detektiva Briana Cassidya, te Michelle Hurd kao detektivku Monique Jeffries. Cassidy je detektiv iz Imigracuha, tek poslan u Odjel, no prebacio se u narkotike zbog problema s nekim slučajevima s kojima je Odjel redovito imao posla.
Jeffires je u početku imala manju ulogu, no kada je Dean Winters napustio seriju u sredini, imala je veću ulogu kao Munchova partnerica. Hurd je ulogu tumačila i u nekoliko epizoda druge sezone, nakon čega je otišla iz serije.

## Promjene u glumačkoj postavi
Serija, kao i originalni Zakon i red, je imala mnogo promjena u glumačkoj postavi, no originalna četvorka (Christopher Meloni, Dann Florek, Richard Belzer i Mariska Hargitay) su ostali u seriji svih sedam sezona.

### Detektiv Tutuola
Nakon što je Hurd napustila seriju, njezin lik, Monique Jeffries, zamijenjen je s likom detektiva Odafina "Fina" Tutuole (igra ga Ice-T); on je u seriji od druge sezone. Iako tehnički Munchov partner, Fin se više pojavljuje u seriji nego on. Dok je on češće na terenu, Munch stoji u postaji i u nekim epizodama ima samo nekoliko linija. Također on često ide u misije pod krinkom.

### Alexandra Cabot
Također u drugoj sezoni serija je dodala Stephanie March, kao pomoćnicu tužioca Alexandru "Alex" Cabot kao stalnu PT u seriji. U petoj sezoni Alexandra je upucana i objavljena mrtva, no preživjela je i zbog vlastite sigurnosti je stavljena u Program zaštite svjedoka. Casey Novak, igrana od strane Diane Neal, zamijenila je Alexandru. No, bivša PT Alexandra Cabot izašla je iz programa da svjedoči protiv čovjeka koji ju je upucao.
Na početku 2006., Stephanie March je obnovila lik Alexandre Cabot, u sada ukinutoj seriji Conviction.

### Dr. George Huang
B.D. Wong je počeo glumiti Georgea Huanga, forenzičkog psihijatra, na posudbi iz FBI-a, u drugoj sezoni. U trećoj sezoni još je bio samo sporedni glumac, no potpisivanjem ugovora dobio je status glavnog lika u četvrtoj sezoni.

### MV Melinda Warner
Tamara Tunie, kao MV Melinda Warner, je Odjelov trenutačni medicinski vještak. Pošto je glumila u skoro svakoj sezoni u posljednje tri, dodana je u početnoj špici kao glavni lik u sedmoj sezoni.

### Casey Novak
Od 2003., posljednja promjena u seriji zbila se u četvrtoj epizodi pete sezone ("Gubitak"), kada je Stephanie March zamijenjena s Diane Neal, kao PT Casey Novak. Lik Casey Novak poznat je po njezinom napadačkom pogledu i očitoj ljubavi prema zakonu. Casey je napustila seriju u 9. sezoni nakon što joj je Odvjetnička komora dodijelila suspenziju.

### Dani Beck
U 2006., Connie Nielsen je najavljena kao zamjena za Marisku Hargitay koja je na porodivnom dopustu. Nielsen je glumila poliglotsku detektivku Dani Beck koja dolazi iz specijaliziranog odjela. Na NBC-jevoj službenoj stranici stavljena je na listu glavnih glumaca, no nakon povratka Mariske Hargitay u seriju, ona se više nije pojavljivala.

### Chester Lake
Adam Beach se za stalno pridružio manhattanskom Odjelu za žrtve i to u ulozi Chestera Lakea, bruklinskog detektiva iz Odjela za žrtve koji je već u 8. sezoni pomogao Finu i njegovom sinu da riješe slučaj serijskog silovatelja.  Arhivirana inačica izvorne stranice od 8. veljače 2007. (Wayback Machine) Napustio je seriju u 9. sezoni nakon što je uhićen za silovanje i ubojstvo.

### Ostali gosti u seriji
U prvoj sezoni, Reiko Aylesworth (poznatija po ulozi Michelle Dessler iz serije 24) glumila je PT Ericu Alden u epizodama "Robovi", "Kajanje" i "Kontakt".
U sezonama 1. do 3., Lance Reddick (poznatiji po ulogama Desmonda Mobaya/Detektiva Johnnyja Basila u Ozu i Cedrica Danielsa u seriji The Wire) imao je ulogu medicinskog vještaka.
Od treće sezone, Judith Light je imala mnogobrojne nastupe kao Šef biroa i Glavna pomoćnica tužioca Elizabeth Donnelly, koja je u 7. sezoni postala sutkinja. Još jedan važniji lik bio je detektiv Ken Briscoe (nećak Lenniea Briscoea) kojeg igra Chris Orbach (sin Jerryja Orbacha). On je zajedno sa svojim ocem nastupio u ranim epizodama serije.
Joel de la Fuente je imao neke sporedne uloge kao Ruben Morales, kompjutorski ekspert koji Odjelu pomaže s računalnim dokazima. U epizodi "Mreža", u 7. sezoni, imao je važnu ulogu u istrazi mladog čovjeka koji ima web stranicu o njemu i njegovom mlađem bratu. Tijekom istrage, Morales je rekao Stableru da je svom nećaku poklonio računalo kao dar. Njegov nećak je preko tog računala upoznao internetskog predatora koji ga je i silovao, pa se Morales pridružio Odjelu da bi olakšao savjest i da bi spasio drugu djecu od iste sudbine. Važno je spomenuti da je Morales u toj epizodi i pretukao jednog pedofila kojeg je Odjel držao na ispitivanju. Moguće je da, kao i Tuniena i Wongova uloga, i njegova uloga bude postavljena kao glavna i bude na početnoj špici.
Caren Browning je imala mnogobrojne nastupe u posljednje četiri sezone kao Kapetan Odjela za mjesto zločina (OMZ) Judith Siper, dok je Mike Doyle nastupio kao detektiv OMZ-a O'Halloran u istom vremenskom periodu. Welly Yang je u mnogim epizodama nastupio kao neimenovani (iako su ga nekad zvali "Georgie" u zaslugama) OMZ-ov tehničar. Paula Garcés je također glumila OMZ-ovu tehničarku Millie Vizcarrondo. U epizodi "Ime", 7. sezone, koja se bavila nestankom nekoliko portorikanskih dječaka, ona se udružila sa Stablerom i imala je važnu ulogu u istrazi.
U dodatku, u seriji su glumili i mnogi drugi gosti, pa čak i neki iz drugih ogranaka Zakona i reda, kao Jesse L. Martin u ulozi detektiva Eda Greena, Angie Harmon kao PT Abbie Carmichael, Sam Waterston kao izvršni pomoćnik okružnog tužioca Jack McCoy, Steven Hill kao okružni tužitelj Adam Schiff, Dianne Wiest kao tužiteljica Nora Lewin i Fred Dalton Thompson kao okružni tužitelj Arthur Branch. U dodatku, mnogi drugi doktori nastupili su u emisiji s vremena na vrijeme, kao što su Leslie Hendrix kao MV Elizabeth Rodgers, Carolyn McCormick kao psihijatrica Elizabeth Olivet i J.K. Simmons kao psiholog Emil Skoda, a svi su glumili likove koje glume i u Zakonu i redu.
Ostali poznatiji gosti bilu su: Anthony Anderson, Jacqueline Bisset, Lewis Black, Dean Cain, Billy Campbell, Natalie Cole, Emily Deschanel, Doug E. Doug, Illeana Douglas, Sherilyn Fenn, Bobby Flay, Patrick Flueger, Marcia Gay Harden, Darrell Hammond, Bret Harrison, David Keith, Margot Kidder, Angela Lansbury, Piper Laurie, Sharon Lawrence, Chad Lowe, Chris "Ludacris" Bridges, Andrew McCarthy, Kyle MacLachlan, Kellie Martin, Mary Stuart Masterson, Marlee Matlin, Mark McGrath, Alfred Molina, Martha Plimpton, Anthony Rapp, Gloria Reuben, John Ritter, Jane Seymour, Martin Short, Shannyn Sossamon, Mary Steenburgen, Eric Stoltz, Richard Thomas, Lea Thompson, Henry Winkler i Mare Winningham.
U prvoj epizodi sedme sezone gostovali su Robert Patrick i Robert Walden. U finalu iste sezone gostovala je Brittany Snow. Connie Nielsen je glumila detektivku koja je zamijenila Oliviu Benson u nekoliko epizoda. Ti dijelovi su namijenjeni za Marisku Harigtay, no dok je ona bila na porodivnom dopustu zamijenila ju je Nielsen. Jerry Lewis je u osmoj sezoni glumio Munchovog ujaka beskućnika. Kao gost u seriji ulogu je imao i Charles Shaughnessy. U 8. sezoni su od zvučnijih imena nastupili još Bob Saget i Ludacris koji je ponovio svoju ulogu iz 7. sezone, ulogu Dariusa Parkera.
Ostali glumci koji su gostovali u 8. sezoni su Robert Vaughn, Leslie Caron, Ken Howard, Elle Fanning, Chris Sarandon, Catherine Bell, Bernadette Peters, Brian Dennehy, Blair Underwood, Michael Michele, Kal Penn, Bill Goldberg, Ray Wise, Pablo Santos, Cary Elwes, Kim Delaney i Tim Daly. Osim Ludacrisa, u finale 8. sezone opet su gostovali Vincent Spano, Lisa Gay Hamilton, Steven Weber, Star Jones Reynolds i Nancy Grace.
Cynthia Nixon je gostovala u 1. epizodi 9. sezone gdje je glumila osobu koja se pretvarala da je imala višestruke osobnosti. Melissa Joan Hart i Kyle Gallner su gostovali u epizodi gdje su se učiteljica i učenik međusobno optužili za silovanje. Aidan Quinn i Judy Kuhn su glumili muža i ženu u slučaju u kojem je jedino njihova mentalno oštećena kći vidjela kako joj je majka (Kuhn) napadnuta.
Sam Waterston se je ponovio svoju ulogu Jacka McCoyja koji je sad postavljen za okružnog tužioca Okruga New York.
Method Man i Gloria Reuben su zajedno gostovali u jednoj epizodi. On je glumio uličnog snagatora, a ona je glumila PT Christine Danielson. Priscilla Lopez je predstavljena kao PT Lydia Ramos.

## Inspiracije za radnju
Kao i njegovi prethodnici, Odjel za žrtve sadrži epizode koje su bazirane na pravim, visoko-profilnim slučajevima iz pravog života, s malom dramatizacijom slučaja i, u nekim slučajevima, potpuno drugačijim rješenjem slučaja:
- Sezona 1. - epizoda "Neciviliziran" dolazi iz slučaja Leopolda i Loeba.
- Sezona 1. - epizoda "Robovi" je bazirana na slučaju "djevojke u kutiji" u kojem je Cameron Hooker oteo Carol Smith i seksualno je zlostavljao i mučio.
- Sezona 2. - epizoda "Čedoubojica" je baziran na slučaju Kayle Rolland.
- Sezona 3. (finale) - epizoda "Tišina" govori o navodim seksualnim zlostavljanjima koje su izvodili katolički svećenici, no slučaj se odnosi na Slučaj rimokatoličkih seksualnih zločina.
- Sezona 4. (premijera) - epizoda "Kameleon" govori o slučaju u kojem je prostitutka ubijala svoje klijente, svaki put tvrdeći da je bilo u samoobrani. Taj slučaj baziran je na priči Aileen Wuornos.
- Sezona 4. - epizoda "Anđeli" je slučaj u kojem su dva latino dječaka oteta iz njihovog doma i silovana od strane otmičara. Sličan je slučaju Michaela Skulta iz Arkansasa.
- Sezona 4. - epizoda "Oštećen" dijeli sličnosti sa slučajem Paula Bernarda i Karle Homolke, bračnog para koji je zlostavljao i silovao tinejdžere za vrijeme 1980.ih i 1990.ih. Sličnosti su: žena je nadrogirala svoju vlastitu maloljetnu sestru koju je silovala zajedno s mužem, sve snimajući; nagodba ponuđena ženi koja je pobijena pronalaskom dokaza, uglavnom video snimaka, koji pokazuju da je ona bila voljni suradnik, a ne žrtva; i de je muž tvrdio da je žena kriva za ubojstva.
- Sezona 4. - epizoda "Nastupi" ima sličnosti sa slučajem JonBenéta Ramseya, koji preispituje motive roditelja koji svoju maloljetnu djecu u jako ranoj dobi šalju na modne piste. Iako su roditelji odmah na početku oslobođeni bilo kakvih optužbi.
- Sezona 4. - epizoda "Perfektno" je slabo je povezan s dva neovisna slučaja, jedan je tajanstvena smrt Lise McPherson, a drugi otmica Elizabeth Smart.
- Sezona 4. - epizoda "Lutke" je izvađena iz slučaja Rilye Wilson, dječje njegovateljice koja je bila kriva. Slučaj Nixzmary Brown dogodio se godinama nakon emitiranja epizode, no ima velikih sličnosti s njom.
- Sezona 5. - epizoda "Mržnja" je baziran na antiarapskim demonstracijama nakon napada 11. rujna.
- Sezona 5. - epizoda "Bolestan" referira se na pedofilski skandal Michaela Jacksona i upitnim iskazima navodnih žrtava. U epizodi, poznati ekscentrični celebrity je optužen zbog pozivanja male djece da prespavaju u njegovoj vili.
- Sezona 5. - epizoda "Zao" govori o ubojstvu tinejdžerke, koje je počinila njezina takozvana prijateljica. Epizode je slična slučaju Shande Sharer iz Illinoisa, 1992. (vidi Melinda Loveless) i jednom Kalifornijskom slučaju iz 1989.
- Sezona 5. - epizoda "Kontrola" koja je ujedno i 100. epizoda, govori o Johnu Jamelskeu, serijskom otmičaru i silovatelju iz DeWitta.
- Sezona 5. - epizoda "Serendipity" je baziran na slučaju Johna Schneebergera, koji je stavio tubu pacijentove krvi u svoju ruku da bi zavarao policiju.
- Sezona 6. - epizoda "Karizma" je dijelom bazirana na slučaju Davida Koresha i Waca Siegea iz Davidijanaca.
- Sezona 6. - epizoda "Čistač" govori o dugo-neriješenom slučaju ubojstava i silovanja koje je počinio ubojica pod pseudonimom "RDK" (što stoji za "rape, dismember, kill", na hrvatskom "siluj, raskidaj, ubij"). Za vrijeme 1970.ih u Americi je zbilja postojao ubojica, no pod pseudonimom "BTK" (što stoji za "bind, torture, kill", na hrvatsom "veži, muči, ubij") čiji su zločini, u trajanju od skoro 30 godina, do 2005. bili nerazriješeni.
- Sezona 6. - epizoda "Identitet" je o bratu-sestri blizancima koji u zapravo bili jednojajčani muški blizanci ("John/Joan"), a bazirana je na slučaju Briana i Davida Remiera. Kao i te dječake, doktor koji im je bio savjetnik ih je također silovao.
- Sezona 6. - epizoda "Igra" govori o popularnoj nasilnoj videoigri koja je bila inspiracija za ubojstvo prostitutke. Igra u kojoj se govori i tužba podnijeta slične su onoj o franšizi igara Grand Theft Auto, koja je okrivljena za mnoge nasilne zločine koje su počinili mladi igrači.
- Sezona 6. - epizoda "Čisto" govori o ženi koja dovodi djevice u opasnu situaciju tako da ih može silovati njezin muž. Detalji slučaja su skoro potpuno slični slučaju Paula Bernarda i Karle Homolke.
- Sezona 6. - epizoda "Golijat" ima posla s vojnicima koji su se vratili iz Afganistana s dugotrajnim neuobičajenim ponašanjem, jer su bili predozirani fiktivnom drogom "Quinuam" koju su prisilno uzimali. U stvarnom životu taj je slučaj paralelan s prisilnom davanjem Lariama vojnicima u Afganistanu koji je mogao uzrokovati psihozu i samoubilačke želje kod primatelja lijeka.
- Sezona 7. - epizoda "Debeo" je bazirana na slučaju Jazlyn Bradley.
- Sezona 7. - epizoda "Učionica" je bazirana na slučaja varanja Elizabeth Paige Laurie.
- Sezona 7. - epizoda "Ime" govori o slučaju dječaka u kutiji iz 1957., koji je i do danas neriješen.
- Sezona 7. - epizoda "Izgladnjen" koristi nekoliko detalja iz slučaja Terri Schiavo.
- Sezona 7. - epizoda "Oluja" govori o slučaju zlostavljača djece koji je oteo tri djevojčice nakon Katrine u New Orleansu, dodirujući se s izvještajem o nestalim zlostavljačima djece nakon uragana. Otkriva se da je on bio umiješan i u krađu antraksa iz Vladinog laboratorija u New Orleansu. To je objavio novinar koji je dobio informaciju od Olivie i izdao je. Kada je odbio reći izvor odakle je dobio informaciju u krađi, otišao je u zatvor, to govori o slučaju Judith Miller.
- Sezona 7. - epizoda "Nestali" govori o slučaju Natalee Holloway.

## Zanimljivosti
- Zakon i red: Odjel za žrtve ima isti uvodnik kao i njegov "roditelj" Zakon i red.
- Odjel za žrtve, kao i svaki drugi odjeljak ima re-mixanu verziju uvodne glazbe njegovog "roditelja" Zakon i reda.
- Prije rujna 2001., početna špica Odjela za žrtve imala je dvije zasebne slika Blizanaca. No, nakon 11. rujna slike Blizanaca su maknute i zamijenjene generičkim slikama grada. Originalna špica može se vidjeti u sindikatiziranim epizodama.
- Od druge sezone i nadalje, scena u početnoj špici u kojoj su glumci išli prema kameri odbačena je i zamijenjena scenom u kojoj se cijela glumačka postava okupi ispred radnog stola. Karakteristika je simbolična zbog puno glavnih glumaca u seriji (8 od 2006.).
- Fotografije Danna Floreka (od početka serije) i Ice-T-a (od 2. epizode 2. sezone) u početnoj špici ostale su iste od njihovog prvog nastupa u seriji. Fotografije Mariske Hargitay promijenila se 4 puta (1. sezona imala je jednu sliku, sezone 2-4 i prvih 5 epizoda pete sezone drugu, ostatak pete sezone treću, a sezone 6-8 četvrtu). Christopher Meloni, Richard Belzer i B.D. Wong dobili su nove slike u 5. epizodi 5. sezone (baš u epizodi u kojoj je Diane Neal imala debi kao PT Casey Novak). Diane Neal je imala jednu sliku za 5. sezonu, drugu za 6. i 7. sezonu, a treću tj. novu dobila je u 8. sezoni. Tamara Tunie, koja je u početnu špicu uvrštena tek u 7. sezoni, imala je dvije slike, jednu za 7. sezonu i drugu, novu, za 8. sezonu.
- Ovo je jedna od 7 serija u kojoj je lik John Munch, kojeg u svim serijama igra Richard Belzer, nastupio. Ostale su Homocid: Život na ulici, Dosjei X, Zakon i red, Zakon i red: Suđenje pred porotom, The Beat i Arrested Development.
- Jerry Orbach (detektiv Lennie Briscoe), Jesse L. Martin (detektiv Ed Green), Fred Dalton Thompson (tužioc Arthur Branch) i Leslie Hendrix (dr. Elizabeth Rodgers) su jedini glumci koji su igrali istu ulogu o sva četiri Zakona i reda (Zakon i red, Zakon i red: Odjel za žrtve, Zakon i red: Suđenje pred porotom i Zakon i red: Kriminalna namjera).
- Dvije godine prije nego što je počela nastupati u serji kao PT Casey Novak, Diane Neal je glumila osobu koju je Odjel sumnjičio za silovanje stripera u epizodi "Ridicule".
- Tamara Tunie je također nastupila u drugoj ulozi prije nego što je počela glumiti kao dr. Warner. Glumila je odvjetnicu u originalnoj seriji.
- Broj značke FBI-a dr. Georgea Huanga je 2317616, kako je rečeno u epizodi "Karizma". Taj broj značke je isti kao i broj značke agentice Dane Scully iz Dosjeia X.
- Otac Mariske Hargitay (det. Benson), Mickey Hargitay, glumio je u seriji u epizodi "Kontrola". Igrao je čovjeka na eskalatoru koji je viđen kako priča s Oliviom, Mariskinom ulogom.
- Mnogi glumci su igrali glavne uloge u HBO-voj seriji Oz, a među te glumce uključeni su i Dean Winters i B.D. Wong. Ironično da baš Christopher Meloni (det. Stabler) u Ozu glumi sadističkog ubojicu i silovatelja, a sada ih lovi u Odjelu za žrtve.
- Odjel za žrtve je pretekao originalni Zakon i red, kako u gledanosti tako i u popularnosti. To se rijetko događa u TV industriji.
- Stephanie March je obnovila svoju ulogu Alexandre Cabot kao šef biroa u Wolfovoj kratkotrajnoj dramskoj seriji Presuda (2006.), unatoč ulasku njezinog lika u Program zaštite svjedoka u Odjelu za žrtve.
- Pretpostavlja se da su Olivia Benson i Elliot Stabler dobili ime po Wolfovoj djeci: Oliviji, Elliotu, dok je njegova treća kći, Sarina, "dala" svoje ime Olivijinoj majci. Podatak da se Olivijina majka zove Sarina saznajemo u pilot-epizodi.
- Uvodna glazba u britanskoj verziji je: ";I'm Not Driving Anymore", instrumental pjesme Roba Dougana.[1]
- Mariska Hargitay drži sliku svoje majke, Jayne Mansfield, na stolu na setu.
- Mjesto djelovanja ovod Odjela se nekad naziva i "Manhattanski Odjel za žrtve". To nije pogreška jer svaki dio grada (Bronx, Queens, Manhattan, Brooklyn i Staten Island) ima svoj Odjel za žrtve.
- Parodija na Odjel za žrtve nazvana "Zakon i red: Odjel za pisma" je emitirana u prvoj epizodi 37. sezone Ulice Sezam. Sastojala se od 4 lutke koji su sličile Stableru, Oliviji, Munchu i Cragenu. U epizodi svaki od detektiva tražio je nestalo slovo "M". Tijekom segmenta, distinktivni zvuk Zakona i reda, "Chung-Chung" je parodiran.[2] Na jedom NBC-ovom blogu piše da se Dick Wolf slaže s parodijom i da se nada da će Ulica Sezam nastaviti taj segment koristeći i ostala slova abecede.[3]
- Mariska Hargitay je jedini član glumačke postave koji je dobio Emmya (pa i Zlatni globus) za svoju ulogu u seriji od bilo kojeg glumca iz cijele franšize Zakona i reda.

## Tehnički detalji
Zakon i red: Odjel za žrtve snimljen je na film u 16:9 formatu od 2003. (prva epizoda te godine također je bila u HDTV-u). To predstavlja jedinstveno ponavljanje repriza u tom formatu koja daje više (prije izrezanog) materijala nego kada je na početku snimana u 4:3 formatu. Od 2006., sve nove epizode svih Zakona i reda su emitirane u widescreenu za 4:3 ekrane, kao i druge NBC-ove serije.

## DVD izdanja
| Ime DVD-a (engleski)                               | Naslovnica | Izdanja             | Izdanja            | Izdanja            |
| Ime DVD-a (engleski)                               | Naslovnica | Regija 1            | Regija 2           | Regija 4           |
| Kompletna prva sezona (The Complete 1st Season)    |            | 21. listopada 2003. | 28. veljače 2005.  | N/A                |
| Kompletna druga sezona (The Complete 2nd Season)   |            | 27. rujna 2005.     | 21. studenog 2005. | 6. ožujka 2006.    |
| Kompletna treća sezona (The Complete 3rd Season)   |            | 30. siječnja 2007.  | 23. srpnja 2007.   | 1. kolovoza 2007.  |
| Kompletna četvrta sezona (The Complete 4th Season) |            | kraj 2007.          | 10. rujna 2007.    | 21. studenog 2007. |
| Kompletna peta sezona (The Complete 5th Season)    |            | 14. rujna 2004.     | N/A                | N/A                |

## Međunarodna emitiranja
| Država                             | Izvornik                                                                                                   | TV kuće                                         | Premijera serije | Emitiranje                                |  |
| ---------------------------------- | --- | ----------------------------------------------- | ---------------- | ----------------------------------------- |  |
| SAD                                | Law & Order: Special Victims Unit                                                                          | NBC                                             | 20. rujna 1999.  | Utorak 22:00 ET                           |  |
| Kanada                             | Law & Order: Special Victims Unit (engleska verzija) La loi et l'ordre: crimes sexuels (francuska verzija) | CTV & NBC                                       | 20. rujna 1999.  | Utorak 22:00 ET                           |  |
| Argentina                          | La Ley y el Orden: Unidad de Víctimas Especiales                                                           | Universal Channel                               |                  | Pon - Pet 8:00pm ART                      |  |
| Australija                         | Law & Order: Special Victims Unit                                                                          | Network Ten                                     |                  | Ponedjeljak 20:30pm AEST Petak 20:30 AEST |  |
| Brazil                             | Lei e Ordem: Unidade de Vítimas Especiais                                                                  | Universal Channel                               |                  | Pon - Pet 20:00 BRT                       |  |
| Hrvatska                           | Zakon i red: Odjel za žrtve                                                                                | HRT2                                            |                  | Pon - Čet 22:40 CET                       |  |
| Češka                              | Zákon a pořádek: Útvar pro zvláštní oběti                                                                  | TV Nova                                         |                  |                                           |  |
| Danska                             | Special Victims Unit                                                                                       | Kanal 5 SBS-Net Hallmark Channel                |                  |                                           |  |
| Francuska                          | New York - Unité spéciale                                                                                  | TF1                                             | 16. rujna 2000.  |                                           |  |
| Njemačka                           | Law & Order: New York                                                                                      | RTL 2                                           | 28. rujna 2005.  | Utorak 20:15 UTC                          |  |
| Albanija                           | Skuadra Speciale e Viktimave                                                                               | TVKlan                                          |                  |                                           |  |
| Grčka                              | Νόμος και Τάξη: Ειδική Ομάδα                                                                               | Star Channel                                    |                  |                                           |  |
| Irska                              | Law & Order: Special Victims Unit                                                                          | TV3                                             |                  | Ponedjeljak 21:55                         |  |
| Izrael                             | "חוק וסדר - מדור מיוחד"                                                                                    | Channel 1 Israel 10 Hallmark Channel STAR World |                  |                                           |  |
| Italija                            | Law & Order - Unità Vittime Speciali                                                                       | Rete 4 i Fox Crime (Sky TV)                     |                  |                                           |  |
| Japan                              | Law & Order: 性犯罪特捜班                                                                                  | Fox Crime                                       |                  |                                           |  |
| JAR                                | | SABC 3                                          | 20. srpnja 2006. |                                           |  |
| Južna Koreja                       | Law & Order:성범죄전담반                                                                                   | FOX Korea                                       |                  |                                           |  |
| Meksiko                            | La Ley y El Orden: Unidad de Víctimas Especiales                                                           | Universal Channel Televisa Channel 5            |                  | Pon - Pet 20:00 UTC                       |  |
| Nizozemska                         | Law & Order: SVU                                                                                           | Net 5                                           |                  | Utorak 22:25 Nedjelja 23:00               |  |
| Novi Zeland                        | Special Victims Unit                                                                                       | TV3                                             |                  | Srijeda 20:30pm NZST                      |  |
| Panama                             | La Ley y El Orden: Unidad de Víctimas Especiales                                                           | TVMax                                           |                  |                                           |  |
| Peru                               | La Ley y El Orden: Unidad de Víctimas Especiales                                                           | Universal Channel                               |                  | Pon - Pet 3:00 19:00, 23:00 ET            |  |
| Poljska                            | Prawo i bezprawie                                                                                          | TVP1                                            |                  | Subota 13:00                              |  |
| Portugal                           | Lei & Ordem : Unidade Especial                                                                             | FOX Life                                        |                  | Srijeda 21:45 UTC                         |  |
| Saudijska Arabija i Arapski svijet | Law & Order: SVU                                                                                           | MBC Action                                      |                  | Uto0rak 22:00 UTC                         |  |
| Singapur                           | | Channel 5                                       |                  | Četvrtak 23:00pm SGT                      |  |
| Slovenija                          | Zakon in red: Enota za posebne primere                                                                     | POP TV                                          |                  | Pon - Čet 22:30 CET                       |  |
| Španjolska                         | Ley y orden: Unidad de víctimas especiales                                                                 | Calle 13                                        | 16. srpnja 2002. |                                           |  |
| Švedska                            | Law & Order SVU                                                                                            | Kanal 5                                         |                  | Četvrtak 21:55                            |  |
| Turska                             | | Dizimax                                         |                  |                                           |  |
| Ujedinjeno Kraljevstvo             | Law & Order: Special Victims Unit                                                                          | Hallmark Channel                                |                  | Pon - Pet 22:00                           |  |
| Venezuela                          | La Ley y el Orden: Unidad de crimines especiales                                                           | Televen                                         |                  | Petak 22:00                               |  |

## Refrence
1. ↑  Arhivirana kopija. Inačica izvorne stranice arhivirana 26. studenoga 2006. Pristupljeno 1. listopada 2006. journal zahtijeva |journal= (pomoć)CS1 održavanje: arhivirana kopija u naslovu (link)
2. ↑  Arhivirana kopija. Inačica izvorne stranice arhivirana 22. ožujka 2021. Pristupljeno 29. kolovoza 2007.CS1 održavanje: arhivirana kopija u naslovu (link)
3. ↑  http://www.play.com/DVD/DVD/4-/3358954/Law-And-Order-Special-Victims-Unit-Season-4/Product.html

## Vanjske poveznice
- NBCeva službena stranica o seriji
- USA Networkova službena stranica za reprize  Arhivirana inačica izvorne stranice od 8. srpnja 2005. (Wayback Machine)
- Law & Order: Special Victims Unit na TV IV
- Članak o seriji Zakon i red: Odjel za žrtve na IMDb-u